# Dark Circle
Dark Circle è un'organizzazione criminale immaginaria dei fumetti pubblicati dalla DC Comics.

## Storia
Il Dark Circle comparve per la prima volta in Adventure Comics n. 637 come gruppo di insorti che pianificavano di conquistare i Pianeti Uniti nel XXX secolo. Era composto di soli cinque elementi e armate di cloni create da queste persone. Il Dark Circle fu, il più delle volte, celato dal mistero, anche quando fu sconfitto dalla Legione dei Supereroi.
Lanciarono un attacco diretto alla Terra durante le avventure della Legione su Adventure Comics, dopo un attacco dei Fatal Five che lasciò la Legione e le difese della Terra devastati, e furono in procinto di sopraffare entrambi quando Brainiac 5 scoprì la Macchina dei Miracoli e la utilizzò per respingere tale attacco, facendo tornare i soldati del Dark Circle sui loro mondi.
Cercarono poi di invadere la Terra attraverso altri, solitamente attraverso i Khund o i Dominatori che manipolarono in quella che divenne la Guerra della Terra. Come parte della loro macchinazione, liberarono anche Mordru, sperando di utilizzarlo contro la Legione. Si dimostrò un errore, tuttavia, in quanto Mordru prese il controllo del Dark Circle. Questo non fu subito notato, però, dato che continuò i piani che il dark Circle aveva in programma. Infine, sia Mordru che il Dark Circle, furono sconfitti.
Il Dark Circle fu menzionato durante la continuità di Buffen e Bierbaum. I membri furono descritti con indosso dei cappucci ed un enorme cerchio nero (uno zero) sul volto. In Legion of Super Heroes Annual n. 2, si disse che esistettero per milioni di anni, addirittura prima di Nuova Genesi e di Apokolips. Ebbero un'influenza quasi nulla su tali eventi e furono sopraffatti da altre fazioni che erano tipiche di quel tempo. Il membro della Legione Tellus, si unì al Dark Circle durante questo periodo.
Invece di cinque individui clonati, erano cinque membri di cinque mondi diversi.
Il Circle fu solitamente descritto come un movimento filosofico o quasi-religioso, che dipartiva lungamente dalle conoscenze intellettuali, e che si concentrava sulle emozioni, principalmente su quelle che venivano chiamate "emozioni a sangue", come la rabbia o la paura. Mantennero, però, un alto livello di tecnologia, con un mondo Dominatore rinnegato che ne riforniva loro la maggior parte. Il loro nemico primario, come descritto in LSH Annual n. 2, fu Valor, che non si oppose loro fisicamente, ma filosoficamente. L'influenza di Valor su molti pianeti fu il loro ostacolo principale.
Quando i Dominatori conquistarono la Terra, il Dark Circle aiutò segretamente il movimento della resistenza, sperando di ottenere il controllo sullo stesso pianeta. Tuttavia, il gruppo fu infine tradito dal loro alleato, Universo.

## Post-Ora Zero
Il Dark Circle giocò un ruolo importante nella nuova versione della Legione post-Ora zero, in cui vi era un potere segreto nascosto dietro i Pianeti Affiliati ed era guidato da Brainiac 4. Altri membri del Circle inclusero Tyr, e il leader dei Khund, Gil'Daan, i Dominatori, e i Sklarians Raiders. Furono uccisi da Brainiac 4 quando compresero il suo livello di pazzia.

## Altre versioni
Nel n. 3 della serie Tangent: Superman's Reign, si può vedere brevemente una versione dei Dark Circle. Questa versione è un culto necromantico, con membri come Etrigan, Bane e Sargon.

### Lo Straniero Fantasma antagonista
Un Dark Circle senza relazione con quello precedente comparve come nemico dello Straniero Fantasma in Phantom Stranger n. 20 (luglio-agosto 1972). Questa organizzazione, in cui operò anche un alchimista/stregone di nome Tannarak, fu sotto il controllo della strega demoniaca Tala.

## Altri media
Il Dark Circle comparve come organizzazione terrorista che cercava di rovesciare i Pianeti Uniti nell'episodio "In Your Dreams" della serie animata Legion of Super Heroes. La loro origine non fu svelata.